# Alfonso Bonafede
Alfonso Bonafede (né le 2 juillet 1976 à Mazara del Vallo) est un avocat et homme politique italien qui exerce les fonctions de ministre italien de la Justice de 2018 à 2021. Bonafede est également membre de la Chambre des députés depuis le 15 mars 2013.

## Biographie
En 2013, il est élu député de la circonscription Toscane (it) pour le Mouvement 5 étoiles, réélu en 2018 pour un second mandat.
Le 1er juin 2018, il est nommé ministre de la Justice dans le gouvernement Conte.